# Review (álbum)
Review é a primeira coletânea da banda japonesa de rock Glay. Foi lançado em 10 de Outubro de 1997 e chegou a 1ª posição na Oricon, vendendo mais de 4.870.000 cópias, o que faz dele o terceiro álbum mais vendido da história no Japão. Ficou na parada da Oricon por cinco semanas consecutivas.
Foi um dos álbuns vencedores do 12° Japan Gold Disc Award na categoria de Melhor Álbum de Rock do Ano.

## Faixas
1. Guroriasu (Glorious) (グロリアス)
2. Kanojo no "Modern..." (彼女の "Modern…")
3. Beloved
4. More than Love
5. Sen no Knife ga Mune wo Sasu (千ノナイフガ胸ヲ刺ス)
6. Zutto Futari de... (ずっと2人で...)
7. Kuchibiru (口唇)
8. Rhapsody
9. However
10. Freeze My Love
11. Kissin' Noise
12. Kiseki no Hate (軌跡の果て)